# Källsjön, Ockelbo kommun
Källsjön är en liten by och tidigare småort som ligger vid Kölsjöån och sjöarna Källsjön, Hemsjön och Styvjesjön, cirka 10 kilometer väster om Åmot i Ockelbo kommun. Runt byn avgränsade SCB år 1990 en småort omfattande 10 hektar med 104 invånare.
Det bor cirka 15 personer i byn. Vid mitten av 1990-talet fanns där ett tjugotal, mestadels äldre, men under de följande åren skedde en inflyttning av bland annat barnfamiljer. 
Byn befolkades i början av 1600-talet av svedjefinnar med ursprung i Savolax. Skogsarbete och småbruk var en väldigt viktig näring förr i tiden, men genom skogsbrukets rationaliseringar och landsbygdens avfolkning är den epoken över.  